# 右旗增十二
天鷹座57，又名BD-08 5154，HD 188293、SAO 143898、HR 7593，是天鷹座的一颗恒星，视星等为5.71，位于銀經32.66，銀緯-17.76，其B1900.0坐标为赤經19h 49m 12.8s，赤緯-8° -17.76′ 16″。